# اختلاف (فیلم)
اختلاف (به هندی: Rukhsat) فیلمی محصول سال ۱۹۸۲ و به کارگردانی سیمی گریوال است. در این فیلم بازیگرانی همچون میتون چاکرابورتی، آنورادها پاتل، آمریش پوری، پرادیپ کومار، روهینی هاتانگادی، سیمی گریوال ایفای نقش کرده‌اند.